# Александер Франссон
Александер Франссон (швед. Alexander Fransson, нар. 2 квітня 1994, Норрчепінг) — шведський футболіст, півзахисник кіпрської «Омонії».

## Клубна кар'єра
Народився 2 квітня 1994 року в місті Норрчепінг. Розпочав займатись футболом у школі клубу Lindö FF, з якої 2008 року перейшов до академії «Норрчепінга».
1 квітня 2013 року в матчі проти «М'єльбю» дебютував за першу команду «Норрчепінга» у чемпіонаті Швеції. 14 серпня 2014 року в матчі проти того ж «М'єльбю» забив перший гол за «Норрчепінг». У сезоні 2015 допоміг команді вперше за 26 років виграти чемпіонат Швеції, а також став володарем національного суперкубка.
2 січня 2016 року перейшов у швейцарський «Базель», підписавши контракт на 4,5 роки. В тому ж сезоні став з командою чемпіоном Швейцарії. Наразі встиг відіграти за команду з Базеля 17 матчів в національному чемпіонаті.

## Виступи за збірні
2012 року дебютував у складі юнацької збірної Швеції, взяв участь у 9 іграх на юнацькому рівні.
З 2014 року залучався до складу молодіжної збірної Швеції. На молодіжному рівні зіграв у 13 офіційних матчах, забив 1 гол.
2016 року захищав кольори олімпійської збірної Швеції на Олімпійських іграх 2016 року у Ріо-де-Жанейро.
6 січня 2016 року в неофіційному товариському матчі проти збірної Естонії (1:1) дебютував за першу команду, вийшовши в стартовому складі і був замінений на 55 хвилині на Себастьяна Ерікссона.

## Титули і досягнення
- Чемпіон Швеції (1):

«Норрчепінг»: 2015
- Володар Суперкубка Швеції (1):

«Норрчепінг»: 2015
- Чемпіон Швейцарії (2):

«Базель»: 2015–16, 2016–17
- Володар Кубка Швейцарії (1):

«Базель»: 2016-17
- Чемпіон Греції (1):

АЕК: 2022-23
- Володар Кубка Греції (1):

АЕК: 2022-23